# 力所拉祜族乡
力所拉祜族乡（佤语：li sao:1158），是中华人民共和国云南省普洱市西盟佤族自治县下辖的一个民族乡。

## 行政区划
力所拉祜族乡下辖以下村级行政区划单位：
力所村、南亢村、王雅村、佐扩村和图地村。